# 公磊
公磊（1974年11月27日—），山东青岛人，中国大陆男演员，因在电视剧《破冰行动》中饰演“林宗辉”而走红。代表作有《破冰行动》、《长安十二时辰》等。